# Крзави плавац
Крзави плавац (лат. Polyommatus daphnis) је врста лептира из породице плаваца (лат. Lycaenidae).

## Опис врсте
Лако препознатљив, крупан плавац. Нарочито су упадљиви шиљци дуж руба задњег крила, па га не можете помешати са другим врстама. 
Чест је крајем лета на топлим ливадама и жбуновитим стаништима. 

## Распрострањење и станиште
Настањује јужну и југоисточну Европу. 

## Биљке хранитељке
Овом лептиру биљка хранитељка је ајчица (Coronilla varia).